# 来多乡
来多乡，是中华人民共和国西藏自治区那曲市尼玛县下辖的一个乡镇级行政单位。

## 行政区划
来多乡下辖以下地区：
抗达村、土那村、多康巴村、来无据村、东赛村和谢那村。